# Ivo Frangeš
Ivo Frangeš (Trieszt, 1920. április 15. – Zágráb, 2003. december 29.) horvát, szlávista és italianista, a zágrábi stilisztikai iskola egyik képviselője, irodalomtörténész, akadémikus.

## Élete és pályafutása
1920. április 15-én született Triesztben. 1938-ban szerzett diplomát Szarajevóban. 1943-ban diplomázott a Zágrábi Egyetem Filozófiai Karának romanika és horvát szakán. 1946-tól a zágrábi olasz nyelv és irodalom tanszék tanársegédje. Habilitációját 1954-ben fejezte be. 1953-1956 között a Firenzei Egyetem Filozófiai Karának horvát nyelv oktatója és a horvát kultúrtörténet professzora volt. Firenzében érte Antun Barco halálhíre, mely után a Zágrábi Egyetem Filozófiai Karának meghívására átvette a modern horvát irodalom tanszéket, ahol nyugdíjazásáig (1985) dolgozott. 1960-tól a Jugoszláv Tudományos és Művészeti Akadémia (JAZU) levelező, 1968-tól rendes tagja. 1983-ban a ljubljanai Szlovén Tudományos és Művészeti Akadémia levelező tagja lett. 2001-ben az Akademie der Wissenschaften zu Göttingen levelező tagjává választották. 1970-1972 között a Horvát Írószövetség és a Jugoszláv Írószövetség elnöke volt. 1970-től tagja volt a Nemzetközi Szlávisztikai Bizottságnak, amelynek haláláig alelnöke volt. Tagja volt a Matica Hrvatskának, a horvát PEN-nek és a SEC-nek (European Society for Culture).
Ivo Frangeš a VIII. zágrábi Nemzetközi Szlavisztikai Kongresszus tagja és egyik szervezője volt. A szerkesztőbizottság tagja és tudományos projektek munkatársa volt. Elnöke és szerkesztője volt a spliti Knjiga Mediterana rendezvénynek, valamint a Venezia – mito e antimito (Fondazione Cini – HAZU, 1997) első olasz-horvát szimpóziumnak.
Ivo Frangeš 2003. december 29-én halt meg Zágrábban. A zágrábi Mirogoj temetőben temették el.

## Irodalmi tevékenysége
A Horvát Filológiai Társaság keretein belül megjelent „Umjetnost riječi” folyóirat (1957) egyik alapítója és társszerkesztője volt,  mely a zágrábi stilisztikai iskola elismert folyóirata lett. Frangeš neve 1962-től szerepelt az Akadémia Irodalmi Osztálya által indított „Forum” folyóirat első számának impresszumában. Ebben Frangeš számos irodalomtörténeti tanulmányt, irodalmi portrét és módszertani vitát közölt a horvát és európai irodalomról. 1970-től a „Croatica” folyóirat kezdeményezője és szerkesztője.
Olaszból és franciából fordított: többek között Machiavelli, Manzoni, Verga, De Sanctis, Stendhal stb. műveit. Számos európai egyetemen tanított vendégprofesszorként (Krakkó, Varsó, Moszkva, Szentpétervár, Bordeaux, Prága, Frankfurt, Köln, München, Göttingen, Heidelberg, Róma, Nápoly, Trieszt, Pisa, Milánó, Padova, Uppsala, Stockholm, Göteborg). 

## Főbb művei
- Stilističke studije, 1959.
- Studije i eseji, 1967.
- Talijanske teme, 1967.
- Matoš, Vidrić, Krleža, 1974.
- Realizam (Povijest hrvatske književnosti, knj. 4), 1976.
- Antun Barac, 1978.
- Izabrana djela (PSHK, knj. 149), 1980.
- Povijest hrvatske književnosti, 1987.
- Suvremenost baštine, 1992.
- Geschichte der kroatischen Literatur, 1995.[3]
- Hrvatska novela (Viktor Žmegačcsal), 1998.
- August Šenoa: Karanfil sa pjesnikova groba – Nagelj s pesnikovega groba (Jožef Pogačnikkal)
- HAZU-SAZU, Zagreb-Ljubljana, 1997.
- Ivan Mažuranić: Smrt Smail-age Čengića (Milan Mogušsal, HAZU, Zagreb, 2001.

## Díjai
- 1970.: Božidar Adžija-díj tudományos munkásságáért
- 1974.: Herder-díj, Bécs
- 1993.: Vladimir Nazor-díj életművéért
- 1993.: Humboldt-díj, Bonn
- 1995.: Antun Barac-érem, A horvát szlávisták első kongresszusa a független Horvátországban (Pula, 1995.)
- 1996.: Marko Marulić alakjával díszített Horvát Red Danica-díj
- 1996.: Goran-díj a „Geschichte der kroatischen Literatur” című könyvért.
- 1999.: Állami kitüntetés az átfogó tudományos munkáért

## Emlékezete
2020-ban Frangeš tiszteletére jelent meg a Carobnjak riječi című kötet.

## Fordítás
Ez a szócikk részben vagy egészben  az   Ivo Frangeš című horvát Wikipédia-szócikk ezen változatának fordításán alapul.  Az eredeti cikk szerkesztőit annak laptörténete sorolja fel. Ez a jelzés csupán a megfogalmazás eredetét és a szerzői jogokat jelzi, nem szolgál a cikkben szereplő információk forrásmegjelöléseként.